# 1969-es Formula–1 monacói nagydíj
Az 1969-es Formula–1 világbajnokság harmadik futama a monacói nagydíj volt.

## Futam
Stewarté lett a pole Chris Amon előtt. A versenyen Beltoise-t a negyedik helyről induló Hill megelőzte és a harmadik helyre jött fel. Amon a 16. körben a differenciálmű, Stewart a 22. körben a féltengely meghibásodása miatt esett ki, így Hill megszerezte pályafutása ötödik monacói győzelmét. A második helyért Jacky Ickx és Piers Courage harcolt a brit mögött a 49. körig, amikor Ickx a felfüggesztés hibája miatt kiesett, így Jo Siffert lett a harmadik.
| Helyezés | #  | Versenyző            | Csapat/Motor    | Futott körök | Idő/Kiesés oka | Rajthely | Pontszám |
| -------- | -- | -------------------- | --------------- | ------------ | -------------- | -------- | -------- |
| 1        | 2  | Graham Hill          | Lotus-Ford      | 80           | 1:56:59,4      | 4        | 9        |
| 2        | 16 | Piers Courage        | Brabham-Ford    | 80           | + 17,3         | 9        | 6        |
| 3        | 9  | Jo Siffert           | Lotus-Ford      | 80           | + 34,6         | 5        | 4        |
| 4        | 2  | Richard Attwood      | Lotus-Ford      | 80           | + 52,9         | 10       | 3        |
| 5        | 4  | Bruce McLaren        | McLaren-Ford    | 79           | + 1 kör        | 11       | 2        |
| 6        | 3  | Denny Hulme          | McLaren-Ford    | 78           | + 2 kör        | 12       | 1        |
| 7        | 12 | Vic Elford           | Cooper-Maserati | 74           | + 6 kör        | 16       |          |
| Kiesett  | 6  | Jacky Ickx           | Brabham-Ford    | 48           | Felfüggesztés  | 7        |          |
| Kiesett  | 7  | Jackie Stewart       | Matra-Ford      | 22           | Féltengely     | 1        |          |
| Kiesett  | 8  | Jean-Pierre Beltoise | Matra-Ford      | 20           | Féltengely     | 3        |          |
| Kiesett  | 11 | Chris Amon           | Ferrari         | 16           | Differenciálmű | 2        |          |
| Kiesett  | 10 | Pedro Rodríguez      | BRM             | 15           | Motorhiba      | 14       |          |
| Kiesett  | 17 | Silvio Moser         | Brabham-Ford    | 15           | Féltengely     | 15       |          |
| Kiesett  | 14 | John Surtees         | BRM             | 9            | Váltó          | 6        |          |
| Kiesett  | 5  | Jack Brabham         | Brabham-Ford    | 9            | Baleset        | 8        |          |
| Kiesett  | 15 | Jackie Oliver        | BRM             | 0            | Baleset        | 13       |          |

## Statisztikák
Vezető helyen:
- Jackie Stewart: 22 (1-22)
- Graham Hill: 58 (23-80)

Graham Hill 14 győzelme, Jackie Stewart 1. pole-pozíciója, 4. leggyorsabb köre.
- Lotus 35. győzelme.